# Günther Mickwausch
Günther Mickwausch (* 16. Oktober 1908 in Dresden; † 1. Juni 1990 in Heidenau) war ein deutscher Industrieformgestalter und Gebrauchsgrafiker.

## Leben und Werk
Der Vater Mickwauschs war ein kleiner Angestellter im Königlich Sächsischen Finanzministerium. Mickwausch absolvierte von 1924 bis 1927 eine Lehre als Gebrauchsgrafiker und studierte von 1927 bis 1931 an der Staatlichen Akademie für Kunstgewerbe Dresden. Dort lernte er Käthe Reiner kennen, die er 1933 heiratete. Er arbeitete ab 1932 als technischer Zeichner bei der Auto Union AG in Zwickau und dann bis 1945 als Industrieformgestalter in deren Karosserie-Entwicklungsbüro in Chemnitz. Er entwarf u. a. die Karosserie des PKW F 9 und war am Design der Limousine Horch 930 beteiligt. Als seine Frau ab 1943 als „jüdischer Mischling“ diskriminiert wurde und er zu ihr hielt, wurde er aus der Reichskammer der bildenden Künste ausgeschlossen und durfte nicht mehr zu Messen im Ausland fahren. Mickwausch wohnte mit seiner Frau in Chemnitz.
Nach dem Untergang des NS-Staats arbeitete er bis 1947 in Chemnitz mit seiner Frau unter dem Namen „Mickwausch Entwürfe“ freiberuflich als Gebrauchsgrafiker. Nach dem Gewinn eines Wettbewerbs gestalteten sie u. a. Werbung für den Wiederaufbau des zerbombten Chemnitz. Sie erhielten auch Aufträge von der Landesregierung in Dresden. 
1947 zogen sie nach Heidenau, um gemeinsam als Gebrauchsgrafiker zu arbeiteten. 1946 bauten sie in Dresden die erste sächsische Exportmusterschau für sächsische Erzeugnisse auf und gestalteten Ausstellungen für das Hygienemuseum Dresden. Sie entwarfen u. a. Plakate, Prospekte, Inserate und Schutzmarken für die Exportwerbung der DDR. Hauptauftraggeber war das Schwermaschinenbaukombinat TAKRAF bzw. dessen Vorläuferunternehmen. 
Mickwausch betätigte sich neben seiner beruflichen Tätigkeit und im Ruhestand auch als Maler und Grafiker. Ab 1951 fuhr er mit seiner Frau regelmäßig auf die Insel Rügen und nach Hiddensee, auch um zu malen. 
Mickwausch war Mitglied des Verbands Bildender Künstler der DDR. Im August Horch Museum Zwickau erinnert eine Würdigungstafel an ihn.

## Rezeption
Mickwausch „… war unbestritten der fähigste Gestalter, den der Zwickauer und westsächsische Automobilbau in seiner langen Geschichte aufweisen konnte.“

## Ausstellungen
- 1958/1959: Dresden, Vierte Deutsche Kunstausstellung[4]
- 1960: Königstein, Festung Königstein („5. Ausstellung des Verbandes Bildender Künstler Deutschlands, Arbeitskreis Pirna“)
- 1972: Dresden, Bezirkskunstausstellung
- postum 1995: Dresden, Technisches Museum („Leben mit der Kunst“)